# Canton, Kansas
Canton är en ort i McPherson County i Kansas. Vid 2010 års folkräkning hade Canton 748 invånare.